# Odó de Penthièvre
Eudes o Eó de Penthièvre (francès Éon Ier de Penthièvre o Odon o Eudes) (999 - 7 de gener de 1079), fou el fill segon del duc de Bretanya Geoffroi o Jofré I i d'Havoisa de Normandia, filla del duc de Normandia Ricard I; va ser comte de penthièvre de 1035 a 1079. El 1040, es va apoderar del seu nebot Conan II, successor designat al capdavant del ducat de Bretanya, i després del seu alliberament el 1047, continua regnant sobre una gran part del territori fins a la seva captura el 1056.

## Biografia
El 1031, va estar present amb el seu germà el duc Alan III de Bretanya en una donació feta a l'abadia del Mont-Saint-Michel i l'any següent en el moment de la fundació de l'abadia de Saint-Georges de Rennes del qual la seva germana Adela fou la primera abadessa.
Després d'un conflicte amb el seu germà i l'arbitratge del seu oncle Judicael bisbe de Vannes, obtingué d'Alan III el 1035 una vasta herència constituïda dins dels bisbats de Saint-Brieuc, Tréguier Saint-Malo i Dol De Bretagne, i qui comprenia els comtats i baronies de Penthièvre, Goëlo, Avaugour i Lamballe.
Després de la desaparició prematura del seu germà Alan III, es va apoderar el 1040 de la guarda del seu nebot Conan II i es proclama comte de Bretanya. El jove duc no serà alliberat pels seus fidels fins al 1047.
Eudes o Eó, vençut per Guillem el Conqueridor mentre que combatia en el costat del rei Enric I de França a la Batalla de Mortemer el 1054 es va aliar amb el comte Jofré III d'Anjou contra el jove duc de Normandia.
El 1056 Conan Ii es va apoderar de Rens i el va fer presoner. El 1062 la pau fou conclosa entre el duc i Geoffroi Boterel (després Jofré I de Penthièvre), fill gran d'Éon, que continuava encara el combat.
Uns anys més tard, ja molt gran, Eó va participar encara el 1075 als aixecaments dels feudals contra Hoel II de Bretanya, el successor de Conan II, però va deixar la conducta de les operacions al seu fill gran Geoffroi o Jofré.
Va morir el 7 de gener de 1079 i fou inhumat a la catedral de Saint-Brieuc.

## Matrimoni i fills
De la seva unió amb Agnès, filla del comte de Cornualla Alan Canhiart, va tenir nou fills
- Adela (vers 1035- † després de 1056/1057)
- Geoffroi I Boterel  († 1093);
- Brian († 1084), participa en la conquête d'Angleterra i va rebre l'honor de Richmond; mort sense posteritat;
- Alan el Roig († 1093), qui va tenir l'honor de Richmond de 1070 a 1093; mort sense descendència ;
- Guillem † després de 1055/1057;
- Robert † després de 1055/1057;
- Ricard † després de 1056/1057;
- Alan el Negre († 1098), que va tenir l'honor de Richmond poc temps després de la mort del seu germà 1093; mort sense posteritat;
- Esteve I de Penthièvre († 1137), comte de Guingamp i senyor de Trégor (o Bro Dreger) i de Goëlo, després comte de Penthièvre, que va tenir l'honor de Richmond a partir de 1093 .

Tenia d'altra banda almenys cinc fill il·legítims:
- une fille, esposa d'Enisan de Pléven
- Bodin, monjo a l'abadia de Notre-Dame de York
- Bardulf de Ravensworth
- Ribald de Middleham, casat amb Béatrice Taillebois
- Arnold

La historiografia tradicional el considera a més a més com el pare de:
- Derrien (Derrià), a qui s'atribueix la fundació del castell de La Roche-Derrien.